# Henri Couttet
Henri Michel Couttet (Chamonix-Mont-Blanc, Haute-Savoie, 1901. június 8. – Sallanches, 1953. október 11.) francia jégkorongozó, olimpikon.
Az olimpián az 1920-as nyárin vett részt a francia jégkorongcsapatban. A torna rendezésének mai szemmel több furcsasága is volt. A franciák egyből az elődöntőbe kerültek, ahol kikaptak a svédektől 4–0-ra, így nekik egy mérkőzés után véget is írt az olimpia. Helyezés nélkül a belgákkal együtt utolsóként zárták a tornát.
A Chamonix HC volt a klubcsapata.
Testvérei: Denis Couttet és Marcel Couttet szintén olimpikonok.